# 17e cérémonie des Tony Awards
La 17e cérémonie des Tony Awards a eu lieu le 28 avril 1963 à l'Hotel Americana, à New York et fut retransmise sur WWOR-TV.

## Cérémonie
La cérémonie présentée par Abe Burrows et Robert Morse se déroula en présence de plusieurs personnalités venues décerner les prix dont Elizabeth Ashley, Jean-Pierre Aumont, Orson Bean, Vivian Blaine, Diahann Carroll, Dane Clark, Betty Field, Martin Gabel, Anita Gillette, June Havoc, Helen Hayes, Van Heflin, Pat Hingle, Celeste Holm, Nancy Kelly, Sam Levene, Walter Matthau, Helen Menken, Phyllis Newman, Maureen O'Sullivan, Charles Nelson Reilly, William Prince, Rosalind Russell, David Wayne. La musique était de Meyer Davis et son orchestre.

## Palmarès
| Meilleure pièce | Meilleure comédie musicale |
| --- | --- |
| - Who's Afraid of Virginia Woolf? – Edward Albee - A Thousand Clowns – Herb Gardner - Mother Courage and Her Children – Bertolt Brecht - Tchin-tchin – Sidney Michaels | - A Funny Thing Happened on the Way to the Forum - Little Me - Oliver! - Stop the World – I Want to Get Off |
| Meilleur producteur (Drame) | Meilleur producteur (Comédie musicale) |
| - Richard Barr et Clinton Wilder – Who's Afraid of Virginia Woolf? - The Actors Studio Theatre – Strange Interlude - Cheryl Crawford et Jerome Robbins – Mother Courage and Her Children - Paul Vroom, Buff Cobb et Burry Fredrik – Too True to Be Good                                        | - Harold Prince – A Funny Thing Happened on the Way to the Forum - Cy Feuer et Ernest Martin – Little Me - David Merrick et Donald Albery – Oliver! |
| Meilleur acteur dans une pièce | Meilleure actrice dans une pièce |
| - Arthur Hill – Who's Afraid of Virginia Woolf? dans le rôle de George - Charles Boyer – Lord Pengo dans le rôle de Lord Pengo - Paul Ford – Never Too Late dans le rôle de Harry Lambert - Bert Lahr – The Beauty Part dans le rôle de plusieurs personnages                                  | - Uta Hagen – Who's Afraid of Virginia Woolf? dans le rôle de Martha - Hermione Baddeley – The Milk Train Doesn't Stop Here Anymore dans le rôle de Flora Goforth - Margaret Leighton – Tchin-tchin dans le rôle de Pamela Pew-Pickett - Claudia McNeil – Tiger, Tiger Burning Bright dans le rôle de Mama    |
| Meilleur acteur dans une comédie musicale | Meilleure actrice dans une comédie musicale |
| - Zero Mostel – A Funny Thing Happened on the Way to the Forum dans le rôle de Pseudolus - Sid Caesar – Little Me dans le rôle de plusieurs personnages - Anthony Newley – Stop the World – I Want to Get Off dans le rôle de Littlechap - Clive Revill – Oliver! dans le rôle de Fagin        | - Vivien Leigh – Tovarich dans le rôle de Tatiana - Georgia Brown – Oliver! dans le rôle de Nancy - Nanette Fabray – Mr. President dans le rôle de Nell Henderson - Sally Ann Howes – Brigadoon dans le rôle de Fiona MacLaren                                                                                |
| Meilleur acteur de second rôle dans une pièce | Meilleure actrice de second rôle dans une pièce |
| - Alan Arkin – Enter Laughing dans le rôle de David Kolowitz - Barry Gordon – A Thousand Clowns dans le rôle de Nick Burns - Paul Rogers – Photo Finish dans le rôle de Reginald Kinsale, Esq. - Frank Silvera – The Lady of the Camellias dans le rôle de M. Duval                            | - Sandy Dennis – A Thousand Clowns dans le rôle de Sandra Markowitz - Melinda Dillon – Who's Afraid of Virginia Woolf? dans le rôle de Honey - Alice Ghostley – The Beauty Part dans le rôle de plusieurs personnages - Zohra Lampert – Mother Courage and Her Children dans le rôle de Kattrin               |
| Meilleur acteur de second rôle dans une comédie musicale | Meilleure actrice de second rôle dans une comédie musicale |
| - David Burns – A Funny Thing Happened on the Way to the Forum dans le rôle de Senex - Jack Gilford – A Funny Thing Happened on the Way to the Forum dans le rôle de Hysterium - Davy Jones – Oliver! dans le rôle de Artful Dodger - Swen Swenson – Little Me dans le rôle de George Musgrove | - Anna Quayle – Stop the World – I Want to Get Off dans le rôle de plusieurs personnages - Ruth Kobart – A Funny Thing Happened on the Way to the Forum dans le rôle de Domina - Virginia Martin – Little Me dans le rôle de Young Belle Poitrine - Louise Troy – Tovarich dans le rôle de Natalia Mayovskaya |
| Meilleure mise en scène pour une pièce | Meilleure mise en scène pour une comédie musicale |
| - Alan Schneider – Who's Afraid of Virginia Woolf? - George Abbott – Never Too Late - John Gielgud – The School for Scandal - Peter Glenville – Tchin-tchin | - George Abbott – A Funny Thing Happened on the Way to the Forum - Peter Coe – Oliver! - John Fearnley – Brigadoon - Cy Feuer et Bob Fosse – Little Me |
| Meilleure auteur de comédie musicale | Meilleure partition originale (Musique et/ou paroles) pour le Théâtre |
| - Burt Shevelove et Larry Gelbart – A Funny Thing Happened on the Way to the Forum - Lionel Bart – Oliver! - Leslie Bricusse et Anthony Newley – Stop the World – I Want to Get Off - Neil Simon – Little Me                                                                                   | - Oliver! – Lionel Bart (musique et paroles) - Stop the World – I Want to Get Off – Anthony Newley (musique) et Leslie Bricusse (paroles) - Little Me – Cy Coleman (musique) et Carolyn Leigh (paroles) - Bravo Giovanni – Milton Schafer (musique) et Ronny Graham (paroles)                                 |
| Meilleure chorégraphie | Meilleur directeur musical ou chef d'orchestre |
| - Bob Fosse – Little Me - Carol Haney – Bravo Giovanni | - Donald Pippin – Oliver! - Jay Blackton – Mr. President - Anton Coppola – Bravo Giovanni - Julius Rudel – Brigadoon |
| Meilleur technicien de scène | Meilleurs décors |
| - Solly Pernick – Mr. President - Milton Smith – Beyond the Fringe | - Sean Kenny – Oliver! - Will Steven Armstrong – Tchin-tchin - Anthony Powell – The School for Scandal - Franco Zeffirelli – The Lady of the Camellias |
| Meilleurs costumes | |
| - Anthony Powell – The School for Scandal - Marcel Escoffier – The Lady of the Camellias - Robert Fletcher – Little Me - Motley – Mother Courage and Her Children | |